# دهستان جیرده
دهستان جیرده نام دهستانی در بخش مرکزی شهرستان شفت، استان گیلان در ایران است. براساس سرشماری مرکز آمار ایران در سال ۱۳۸۵، جمعیت آن ۱۶۵۶۵ نفر (۴۱۸۵ خانوار) بوده‌است.
بازار جیرده یکی از بازارهای اصیل و پر‌رونق استان گیلان می باشد.
این روستا نزدیک ترین روستا به مرکز استان گیلان، شهر رشت می‌باشد.
از دیدنی‌های جیرده میتوان بازار جیرده و پل خشتی و کشتزارهای حاصلخیز و استخرهای ماهی و لانه‌گذاری و زادآوری پرستوهای دریایی مهاجر و کارگاه‌های سفال و گمج با خاک رس خاص این منطقه را نام برد.
یکی از بهترین و باکیفیت ترین رستوران های گیلان با غذاهای گیلکی، رستوران افشار هم در جاده اصلی جیرده و منتهی به این روستا قرار دارد.
روستای جیرده با پتانسل‌های بالای خود، بزودی شاهد افزایش رونق اقتصادی بیش از پیش بینی‌ها خواهد شد.